# Северак-ле-Шато
Севера́к-ле-Шато́ (фр. Sévérac-le-Château) — колишній муніципалітет у Франції, у регіоні Окситанія, департамент Аверон. Населення — 2412 осіб (2011).
Муніципалітет був розташований на відстані близько 510 км на південь від Парижа, 155 км на північний схід від Тулузи, 40 км на схід від Родеза.

## Історія
До 2015 року муніципалітет перебував у складі регіону Південь-Піренеї. Від 1 січня 2016 року належав до нового об'єднаного регіону Окситанія.
1 січня 2016 року Северак-ле-Шато, Бюзен, Лапануз, Лаверн i Рекуль-Превінк'єр було об'єднано в новий муніципалітет Северак-д'Аверон.

## Демографія
Динаміка населення (INSEE ):
Розподіл населення за віком та статтю (2006):
| Стать | Всього | До 15 років | 15-24 | 25-44 | 45-64 | 65-85 | Понад 85 |
| --- | ------ | ----------- | ----- | ----- | ----- | ----- | -------- |
| Чоловіки | 1204   | 196         | 140   | 272   | 308   | 236   | 52       |
| Жінки | 1201   | 168         | 100   | 276   | 304   | 285   | 68       |
| \| Статево-вікова піраміда \| Статево-вікова піраміда \| Статево-вікова піраміда \| \| ----------------------- \| ----------------------- \| ----------------------- \| \| Чоловіки \| Вік \| Жінки \| \| 52 \| 85 + \| 68 \| \| 36 \| 80-84 \| 80 \| \| 76 \| 75-79 \| 84 \| \| 64 \| 70-74 \| 68 \| \| 60 \| 65-69 \| 53 \| \| 60 \| 60-64 \| 60 \| \| 84 \| 55-59 \| 96 \| \| 84 \| 50-54 \| 88 \| \| 80 \| 45-49 \| 60 \| \| 100 \| 40-44 \| 96 \| \| 52 \| 35-39 \| 56 \| \| 72 \| 30-34 \| 68 \| \| 48 \| 25-29 \| 56 \| \| 72 \| 20-24 \| 36 \| \| 68 \| 15-20 \| 64 \| \| 72 \| 10-14 \| 56 \| \| 56 \| 5-9 \| 64 \| \| 68 \| 0-4 \| 48 \| |        |             |       |       |       |       |          |
| Статево-вікова піраміда |        |             |       |       |       |       |          |
| Чоловіки | Вік    | Жінки       |       |       |       |       |          |
| 52 | 85 +   | 68          |       |       |       |       |          |
| 36 | 80-84  | 80          |       |       |       |       |          |
| 76 | 75-79  | 84          |       |       |       |       |          |
| 64 | 70-74  | 68          |       |       |       |       |          |
| 60 | 65-69  | 53          |       |       |       |       |          |
| 60 | 60-64  | 60          |       |       |       |       |          |
| 84 | 55-59  | 96          |       |       |       |       |          |
| 84 | 50-54  | 88          |       |       |       |       |          |
| 80 | 45-49  | 60          |       |       |       |       |          |
| 100 | 40-44  | 96          |       |       |       |       |          |
| 52 | 35-39  | 56          |       |       |       |       |          |
| 72 | 30-34  | 68          |       |       |       |       |          |
| 48 | 25-29  | 56          |       |       |       |       |          |
| 72 | 20-24  | 36          |       |       |       |       |          |
| 68 | 15-20  | 64          |       |       |       |       |          |
| 72 | 10-14  | 56          |       |       |       |       |          |
| 56 | 5-9    | 64          |       |       |       |       |          |
| 68 | 0-4    | 48          |       |       |       |       |          |

## Економіка
2010 року серед 1402 осіб працездатного віку (15—64 років) 1059 були активними, 343 — неактивними (показник активності 75,5%, у 1999 році було 71,9%). З 1059 активних мешканців працювала 971 особа (518 чоловіків та 453 жінки), безробітними було 88 (47 чоловіків та 41 жінка). Серед 343 неактивних 81 особа була учнем чи студентом, 171 — пенсіонерами, 91 була неактивною з інших причин.

У 2010 році у муніципалітеті числилось 1126 оподаткованих домогосподарств, у яких проживали 2513,5 особи, медіана доходів виносила 16 883 євро на одного особоспоживача.